# Skarpabborrtjärnen (Särna socken, Dalarna, 683991-137323)
Skarpabborrtjärnen är en sjö i Älvdalens kommun i Dalarna och ingår i Dalälvens huvudavrinningsområde.